# Casa bianca/Vorrei avere tante cose
Casa bianca/Vorrei avere tante cose è un singolo della cantante italiana Marisa Sannia pubblicato nel 1968 dalla casa discografica Cetra.

## Descrizione
Marisa Sannia debutta al Festival di Sanremo 1968 col brano Casa bianca eseguito in doppia esecuzione con Ornella Vanoni.
Il brano arriva alla serata finale e si classifica al 2º posto, in poco tempo raggiunge i primi posti in hit parade e rimane uno dei brani più conosciuti dell'artista.
Il brano ha partecipato anche a Canzonissima 1968 e nel 1989 ha partecipato al programma televisivo C'era una volta il festival cantato con una nuova versione.
Nel 2001 il brano è stato cantato in duetto con Iva Zanicchi al programma televisivo da lei condotto Sembra ieri.
Le parole del brano sono di Don Backy il quale ha anche inciso una sua versione.

## Cover
Il brano è stato inciso anche da Don Backy (Autore del testo), da I Camaleonti e Ornella Vanoni.
È stato inciso anche all'estero dalla cantante Vicky Leandros con il titolo di White House.

## Tracce
1. Casa bianca (Di Don Backy, Eligio La Valle e Detto Mariano)
2. Vorrei avere tante cose (Di Sergio Endrigo e Giancarlo Chiaramello)